# Unterklingensporn
Unterklingensporn ist ein Gemeindeteil der Stadt Naila im oberfränkischen Landkreis Hof in Bayern. Unterklingensporn liegt in der Gemarkung Naila.

## Geografie
Die Einöde bildet mit Mittel- und Oberklingensporn im Süden eine geschlossene Siedlung. Diese liegt an der Selbitz und an der Staatsstraße 2195, die entlang der Selbitz nach Naila (2,5 km südlich) bzw. nach Marxgrün verläuft (1,4 km nordwestlich). Jenseits der Selbitz und der Bahnstrecke Hof–Bad Steben gibt es eine Felswand, die als Geotop ausgezeichnet ist.

## Geschichte
1510 wurde der Ort als „Stephan Oberländers Hammer“ bezeichnet. Klingensporn gehörte teils zur Realgemeinde Naila, teils zur Realgemeinde Froschgrün. Gegen Ende des 18. Jahrhunderts bestand Ober-, Mitter- und Unterklingensporn aus drei Anwesen. Die Hochgerichtsbarkeit hatte das bayreuthische Vogteiamt Naila. Grundherren waren das Rittergut Frosch- und Schneckengrün (2 Häuser) und das Kastenamt Lichtenberg (1 Hammer).
Von 1797 bis 1810 unterstand Unterklingensporn dem Justiz- und Kammeramt Naila. Infolge des Ersten Gemeindeedikts wurde Unterklingensporn dem 1812 gebildeten Steuerdistrikt Naila und der zugleich entstandenen Munizipalgemeinde Naila zugewiesen.

### Baudenkmäler
- Haus Nr. 1: Herrenhaus Unterklingensporn[9]

### Einwohnerentwicklung
| Jahr      | 1819  | 1861   | 1871   | 1885   | 1900   | 1925   | 1950   | 1961   | 1970   | 1987  |
| Einwohner | 35    | 10     | 13     | 13     | 29     | 8      | 23     | 11     | 7      | 1     |
| Häuser    |       |        |        | 2      | 1      | 1      | 2      | 2      |        | 1     |
| Quelle    | [ 7 ] | [ 11 ] | [ 12 ] | [ 13 ] | [ 14 ] | [ 15 ] | [ 16 ] | [ 17 ] | [ 18 ] | [ 1 ] |

## Religion
Unterklingensporn ist seit der Reformation evangelisch-lutherisch geprägt und bis heute in die Stadtkirche Naila gepfarrt.